# Йосиф Петро Галабарда
Йосиф Галабарда ЧСВВ (хресне ім'я Петро; 20 травня 1903, Тернопіль, Королівство Галичини та Володимирії, Австро-Угорщина — 15 червня 1981, Обера, Місьйонес, Аргентина) — церковний діяч, священник Української Греко-Католицької Церкви, василіянин, проповідник, місіонер, душпастир у Галичині та Аргентині, протоігумен Аргентинської провінції ЧСВВ (1964—1970).

## Життєпис
Петро Галабарда народився в Тернополі. 1 листопада 1920 року вступив до василіян на новіціат у Крехівський монастир. Під час обряду облечин у монашу рясу отримав ім'я Пантелеймон. Навчався у василіянських монастирях: гуманістику і риторику вивчав у Крехові (1922—1923) і Лаврові (1923—1925), філософію в Кристинополі (1925—1927), богослов'я в Крехові (1927—1928) і Кристинополі (1928—1930). 14 січня 1926 року склав вічні обіти і змінив монаше ім'я на Йосиф, а 25 листопада 1929 року в Кристинополі отримав священичі свячення з рук Перемишльського єпископа Йосафата Коциловського.
Працював у Кристинополі (1930—1931), Крехові (соцій магістра новиків, 1931—1932), Жовкві (1932—1934), від 22 вересня 1934 року був ігуменом Краснопущанського монастиря на Тернопільщині. 12 червня 1937 року став ігуменом Добромильського монастиря і виконував цей уряд аж до приходу «перших совітів». У 1940—1941 роках був на парафії в Хирові, а згодом у василіянському монастирі в с. Букова.
У 1944 році разом зі своїм братом Андрієм та сестрою Макриною, монахинею-василіянкою, виїхав на еміграцію до Німеччини, де до 1948 року (також у Швейцарії) місіями і реколекціями духовно підтримував емігрантів з України. В 1948 році прибув до Аргентини. Працював у містах Обера, Посадас і Беріссо. У Беріссо збудував церкву Успіння Пресвятої Богородиці, яку 2 листопада 1952 року посвятив єпископ Ніль Саварин з Канади. У 1959—1961 роках о. Йосиф Галабарда був делегатом для українців греко-католиків від Ординаріату для Східних обрядів. У столиці Аргентини Буенос-Айресі розпочав будівництво катедрального собору Покрови Пресвятої Богородиці (початок будівництва 1961, посвятив 7 вересня 1968 року патріарх Йосиф Сліпий). 1964—1970 — протоігумен василіянської провінції Непорочного Зачаття в Аргентині. Був редактором часопису «Життя» (1970—1972).
Помер 15 червня 1981 року в м. Обера, похований в м. Апостолес.